# Luật trời
Luật trời là một bộ phim truyền hình được thực hiện bởi M&T Pictures do Võ Việt Hùng làm đạo diễn. Phim phát sóng vào lúc 20h00 từ thứ 2 đến thứ 7 hàng tuần bắt đầu từ ngày 28 tháng 3 năm 2020 và kết thúc vào ngày 7 tháng 5 năm 2020 trên kênh THVL1.

## Nội dung
Luật trời xoay quanh câu chuyện về hai chị em Trang (Ngọc Lan) và Thảo (Quỳnh Lam). Từ nhỏ, Trang đã ghen tị khi cho rằng Thảo luôn nhận được sự yêu thương nhiều hơn từ mọi người. Khi lớn lên, cô bỏ ra Sài Gòn và gặp Được (Huy Khánh), một kẻ vô công rỗi nghề lợi dụng mã bề ngoài để ăn bám phụ nữ, từ đó dụ dỗ đưa vào con đường bán phấn buôn hương. Trong một lần về quê, Được đã cưỡng bức Thảo nhưng không thành và bị Trang đuổi ra khỏi nhà. Thảo sau đó đã trở thành vợ thứ của điền chủ Lâm và được cả ông bà điền chủ hết lòng yêu thương bởi sự dịu dàng và ôn hoà trong cách đối nhân xử thế. Trong khi đó, Trang bị Được trở mặt đánh đập, xua đuổi nên trắng tay trở về quê nương náu trong căn nhà cũ. Ghen tị với những gì em gái đang có, Trang quyết cướp đoạt mọi thứ của Thảo khi biết giờ đang hưởng cuộc sống giàu sang...

## Diễn viên
- Quỳnh Lam trong vai Bà Thảo / Ngọc Bích
- Ngọc Lan trong vai Bà Trang[5]
- Huy Khánh trong vai Ông Được[5]
- Anh Tài trong vai Đức Tiến[5]
- Bích Hằng trong vai Bà Cúc
- Quang Khải trong vai Ông Lâm
- Ngân Quỳnh trong vai Bà Lâm
- Đinh Hữu Tài trong vai Tâm
- Thiên Thanh trong vai Ngọc Thủy
- Đỗ Thúy trong vai Bà Lâm (lúc trẻ)
- Đinh Mạnh Phúc trong vai Ông Lâm (lúc trẻ)
- Trọng Hiếu trong vai Ông Hùng

Cùng một số diễn viên khác....

## Ca khúc trong phim
Bài hát trong phim là ca khúc "Luật trời" do Phạm Hải Đăng sáng tác và Phi Nhung thể hiện.

## Giải thưởng
| Năm  | Giải thưởng                                | Hạng mục                         | (Người) đề cử | Kết quả   | Tham khảo            |
| ---- | ------------------------------------------ | -------------------------------- | ------------- | --------- | -------------------- |
| 2020 | Liên hoan truyền hình toàn quốc lần thứ 40 | Phim truyền hình                 | —             | Giải Bạc  | [ 6 ] [ 7 ]          |
| 2020 | Liên hoan truyền hình toàn quốc lần thứ 40 | Nữ diễn viên chính xuất sắc      | Ngọc Lan      | Đoạt giải | [ 8 ]                |
| 2020 | Giải Mai Vàng                              | Nữ diễn viên truyền hình         | Quỳnh Lam     | Đề cử     | [ 9 ]                |
| 2021 | Hội Điện ảnh Thành phố Hồ Chí Minh         | Phim truyện truyền hình xuất sắc | —             | Giải B    | [ 10 ] [ 11 ] [ 12 ] |